# Popola
Popola è una frazione montana del comune di Foligno (PG) facente parte della Circoscrizione n. 7 "Annifo - Colfiorito".
La piccola frazione, occupata da appena 36 abitanti (dati Istat, 2001), si affaccia, ad 848 m s.l.m., su una delle conche dell'altopiano di Colfiorito; la pianura sottostante, detta Valletta di San Martino o Val Castellana, la separa dalla frazione di Cesi (Serravalle di Chienti), che si trova in territorio marchigiano.
Popola è attraversata dall'antica Via della Spina, che congiunge Spoleto a Colfiorito passando per Verchiano.

## Storia
La zona era già abitata sin dall'era preistorica, cosa testimoniata dal reperimento di oggetti quali anfore, bronzetti, statuette, appartenuti probabilmente alle popolazioni proto-umbre dei cosiddetti castellieri.
Durante l'invasione di Annibale (che seguì la Via della Spina), nella valle di San Martino vi fu lo scontro tra il generale cartaginese ed il romano Centennio, in data 26 giugno 217 a.C.: la battaglia si risolse con la pesante disfatta dei romani e tuttora è possibile ritrovare nei campi oggetti ed ossa umane risalenti all'evento.
Durante la costruzione della strada di collegamento con Foligno, nel XVIII secolo, gli operai ritrovarono una fossa contenente ossa umane ed equine in gran quantità, nonché resti di armi, quali spade, corazze, lance e così via.
Vi sono diverse ipotesi sull'origine del nome: potrebbe derivare dal termine populus, pioppo in latino, oppure dalle populare, le distruzioni apportate dai punici durante la battaglia ed il periodo successivo (essi infatti permasero per un certo periodo nella zona, non potendo proseguire nella direzione delle Marche).
Probabilmente, le prime costruzioni furono erette nella pianura (vocabolo Ponticello) ma, forse in seguito ai terremoti, esse furono abbandonate. Nel 1264 venne costruito, sul colle, un castello (castrum Populi) per volere di Urbano IV, sotto il podestà folignate Angelo Cenci: esso doveva impedire la costituzione di una comunanza montana autonoma a nord di Pale, nonché fornire protezione ai confini settentrionali del Ducato di Spoleto.
La plebania di Popola (sin dal X secolo) raccoglieva fedeli anche da Forcatura e Fraia, località circostanti, ma queste furono poi distaccate.
Nel 1650 avvenne un tragico scontro tra gli abitanti di Popola e quelli di Cesi, in merito all'utilizzo delle acque del torrente Rio (confine tra Umbria e Marche) da parte delle donne, per fini di lavanderia: sei uomini, tra quelli accorsi, morirono. L'episodio fu sanato solo dopo lunghe cause, con la costruzione di una piccola cappella dedicata alla concordia, una processione da Popola ed il suono delle campane da Cesi.
Dapprima proprietà dei Trinci, signori di Foligno, sin dai tempi di Ugolino, successivamente i Barugi furono fatti marchesi di Popola nel 1780 da Pio VI: questi restaurarono la fortezza e ne potenziarono le mura. Alla fine del dominio dei Barugi, il castello passò alla Congregazione della Carità di Foligno, che lo trasformò in colonia estiva per la villeggiatura degli orfanelli.

## Economia e manifestazioni
Il particolare clima nonché la composizione del terreno hanno permesso lo sviluppo di una produzione agricola di nicchia e di qualità, legata alla lenticchia, alla cicerchia ed al farro.

## Monumenti e luoghi d'interesse

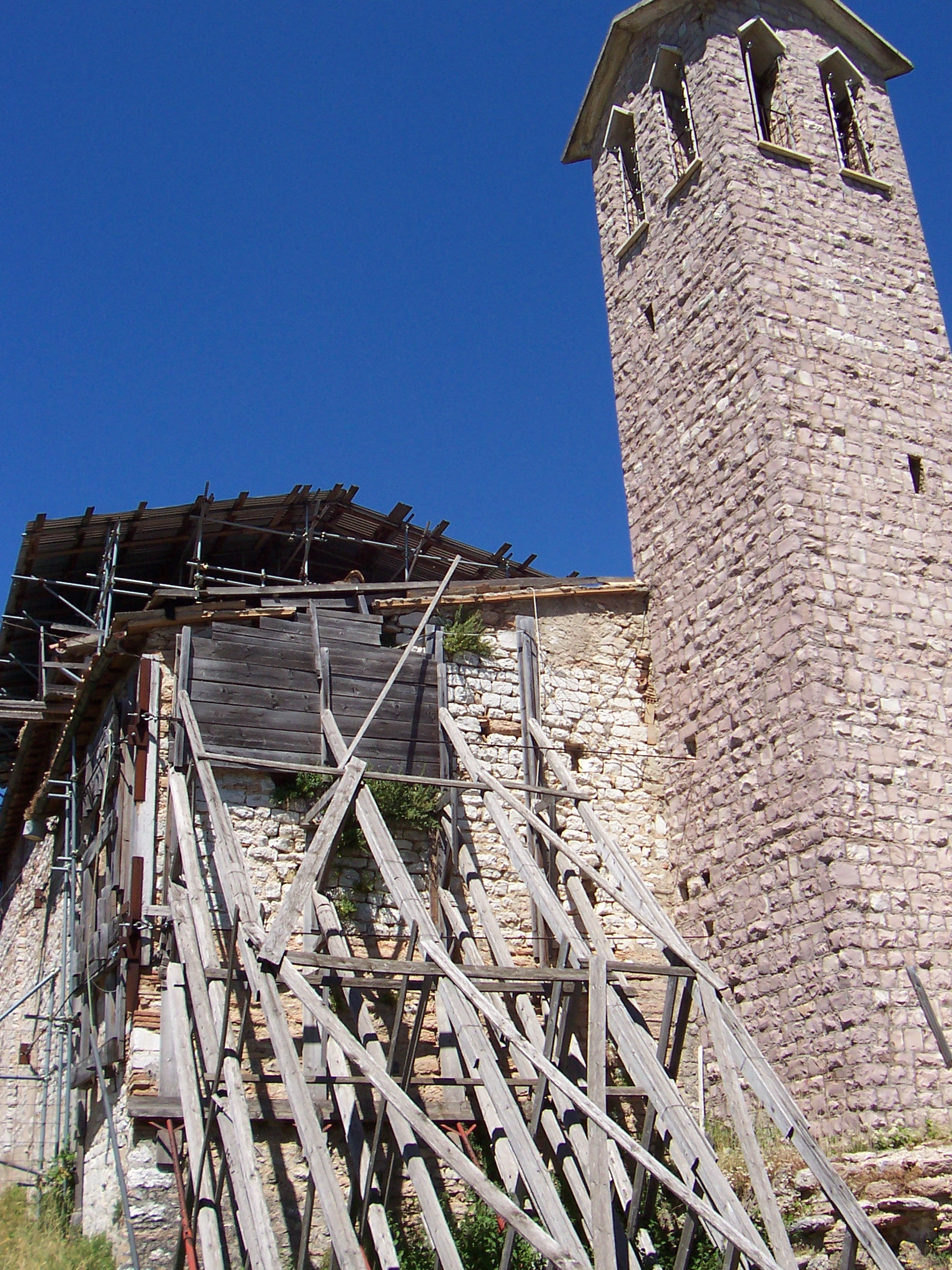
Castello di popola in ristrutturazione.

- Castello di Popola [2](1260-1264), di cui oggi restano le mura ed una torre a base pentagonale; secondo lo storico folignate Jacobilli, il materiale di costruzione sarebbe provenuto dai resti della città romana di Plestia, che sorgeva più ad ovest, nella piana di Colfiorito. Sulla porta del castello ancora rimane visibile lo stemma dei Barugi, mentre all'interno sono ancora presenti i saloni, i granai e le lavanderie. In seguito al terremoto del settembre 1997 , la struttura è solo parzialmente agibile ed è vincolata come bene monumentale dalla Soprintendenza ai Beni Architettonici e Artistici dell'Umbria.
- Chiesa di Santa Maria Assunta (fine XVIII secolo), edificata dai signori Mattei, la cui sagrestia è la cappella del castello. All'interno si trova una copia dell'Assunta di Raffaello, del 1691, ed una crocifissione affrescata quattrocentesca. La chiesa è stata restaurata nel 1973.
- Cappella della Madonna della Concordia (XVII secolo), costruita per sanare i rancori degli scontri del 1650. All'interno si trova un affresco raffigurante San Feliciano di Foligno e San Venanzio di Camerino (le due diocesi confinanti) genuflessi.

## Sport
- Trekking
- Mountain bike